# Аристов, Юрий Юрьевич
Юрий Юрьевич Аристов (укр. Юрій Юрійович Арістов; род. 1 июля 1975, Киев) — бывший народный депутат Украины IX созыва. Председатель Комитета Верховной Рады Украины по вопросам бюджета (2019—2023).

## Образование
В 1997 году закончил Военный институт телекоммуникаций и информатизации Национального технического университета Украины «Киевский политехнический институт имени Игоря Сикорского» по специальности «Радиосвязь».
В сентябре 2021 года защитил диссертацию по теме: "Бюджет в системе социально-экономического развития страны" и получил степень доктора философии в области экономики в Киевском национальном торгово-экономическом университете.

## Трудовая деятельность
- 1997—1999 — Генеральный Штаб ВСУ, центр АСУ, инженер отдела систем передачи данных;

- 2000—2001 — Банк «Украина», департамент автоматизированных систем и управления, инженер;

- 2001—2002 — ООО «СОФТТРОНИК», инженер;

- 2002—2003 — ООО «Старая Крепость» (дистрибуция бакалейной группы товаров), директор по импорту товаров;

- 2003—2005 — Старовищанский молокозавод, генеральный директор.

## Предпринимательская деятельность
С 2006 года ушёл в предпринимательскую деятельность. 
- 2006—2014 — Сеть магазинов декора «Te Amo», основатель;

- 2006—2014 — ООО «Айдиес Факторе» (организация импорта), основатель;

- 2014—2019 — ООО «Рыболов» (ресторан РибаLOVE), соучредитель;

- 2016—2019 — ООО «АБ Ритейл» сеть кафе-баров OYSTERS CAVA BAR, соучредитель;

- 2014—2019 — ООО «Голден Фиш» и ООО «Блэк Шримп» — ресторан FISH HOUSE и рыбные бары Fish House Bar, основатель;

- 2015—2019 — ООО «Атлантик-ЮММА» (крупнейший импортёр свежей рыбы и морепродуктов, переработка рыбы и морепродуктов, оптовая и розничная торговля океанической и морской рыбой), основатель.

## Политическая деятельность
На парламентских выборах 2019 года избран народным депутатом Украины от партии «Слуга Народа» (№ 42 в списке). Беспартийный. Член депутатской фракции политической партии «Слуга Народа».
С 29 августа 2019 года — Председатель Комитета Верховной Рады Украины по вопросам бюджета
- Член группы по межпарламентским связям с Французской Республикой

- Член группы по межпарламентским связям с Японией

- Член группы по межпарламентским связям с Королевством Норвегия

- Член группы по межпарламентским связям с Канадой

- Член группы по межпарламентским связям с Соединёнными Штатами Америки

20 августа 2021 года включён в санкционный список России.
25 июля 2023 года написал заявление о сложении депутатских полномочий. Это произошло после того, как его заметили во время отдыха на Мальдивах во время полномасштабной войны против Украины. В «Слуге народа» не знали об отдыхе Юрия Аристова на Мальдивах. Об этом во фракции узнали после публикации журналистского расследования. С 5 июня по 22 июля 2023 года он находился за пределами Украины. Депутат выехал на три дня в Польшу на основании служебной командировки с целью углубления двустороннего сотрудничества с правительством Литовской Республики. 10 июля, находясь за границей, депутат дистанционно открыл больничный в одном из частных медицинских учреждений Киева до 19 июля 2023 года включительно. При этом в электронную систему здравоохранения были, вероятно, внесены недостоверные сведения, поскольку медицинское освидетельствование фактически не осуществлялось.

### Уголовное производство
27 июля 2023 года Верховная Рада Украины лишила Аристова мандата народного депутата. По материалам расследования ДБР и СБУ 27 июля Генеральный прокурор сообщил о подозрении народному депутату во внесении должностным лицом заведомо ложных сведений в официальные документы (ч. 1 ст. 366 УК Украины).

## Семья
Жена — Марина Аристова. Ресторатор, инфлюенсер, телеведущая. Воспитывают троих детей.